# 斯里兰卡政治
斯里兰卡是一个半总统制代议制民主共和国。斯里兰卡总统是国家最高元首和政府首脑。国家行政权由总统在总理和内阁部长的建议下行使。国家立法权授予议会行使。国家司法权独立于行政机关与立法机关。几十年来，斯里兰卡的多党制主要由中间偏左的斯里兰卡自由党和中间偏右的统一国民党主导。直到2024年左翼的人民解放阵线及其领导的国家人民力量接连赢下总统选举和议会选举。
斯里兰卡政治反映了三个主要民族之间的历史和政治差异，即僧伽罗占多数以及集中在斯里兰卡的北部和东部的泰米尔和穆斯林少数民族。

## 行政机关
| 職位 | 名稱                     | 所屬政黨     | 就任日期      |
| ---- | ------------------------ | ------------ | ------------- |
| 总统 | 阿努拉·库马拉·迪萨纳亚克 | 人民解放阵线 | 2024年9月23日 |
| 总理 | 哈里妮·阿马拉苏里亚      | 国家人民力量 | 2024年9月24日 |

总统是国家元首、政府首脑、三军总司令，由直接选举产生，任期为5年，最多可连任两届。总统需要对议会行使宪法与法律规定的职责负责。总统被允许在任期满4年半后解散议会，但必须获得三分之二议会多数的支持。总统经过议会三分之二通过并经最高法院核准后可以被免职。
总理负责在议会中领导执政党。内阁部长由总统任命，对议会和总统负责。议会有权发动不信任投票要求解散内阁并由总统重新任命新内阁。

## 立法机关
议会共有225名议员，任期5年，196名议员由各选区选出，29名议员按比例代表制选出。议会拥有立法权。

## 政党概况
斯里兰卡现有76个经过注册的合法政党。斯里兰卡本质上是一个多党民主制国家，有许多较小的佛教、社会主义和泰米尔民族主义政党。过去，斯里兰卡的政治文化主要是中左翼进步的统一人民自由联盟和相对右翼亲资本主义的统一国民党领导的两个对立联盟之间的竞争。斯里兰卡自由党是统一人民自由联盟的主导党。兰卡平等社会党是斯里兰卡成立最早的政党。直到2024年左翼人民解放阵线及其领导的国家人民力量接连赢下总统选举和议会选举。人民解放阵线是斯里兰卡现在最大的单体政党。

## 行政区划
斯里兰卡共有9个省份和25个区。
省份 由于数十年来对地方分权的需求不断增加，因此根据1978年宪法第十三修正案建立省级议会。每一个省议会都是不受任何部委管辖的自治机构。它的一些职能由中央政府部门、政府部门、党团和法定当局承担，但是土地和警察的权力并未授予省议会。现在各省份由一个通过直接选举产生的省议会管理。
地区 每一个地区由地区秘书处管理；每一个地区又细分为256个分区秘书处，共有约14008个行政单位。